# Xavier Bordas i Piferrer
Xavier Bordas i Piferrer (Sant Pol de Mar, Maresme, 24 de setembre de 1914 – Barcelona, 23 de juliol de 1936) fou un sacerdot salesià.

## Biografia
Mort en començar la Guerra Civil espanyola, és venerat com a beat per l'Església Catòlica. Xavier Bordas i Piferrer havia nascut a Sant Pol en una família molt religiosa, fill del diputat carlí Marià Bordas i Flaquer. Estudià al col·legi dels salesians de Mataró i hi volgué fer-se religió. El 1932 ingressà a la Societat Salesiana i fou enviat a Roma per estudiar filosofia a la Universitat Gregoriana. Amb Fèlix Vivet i Trabal tornà a Espanya el 17 de juliol de 1936. A Sarrià els sorprengué l'esclat de la Guerra civil. Intentaren fugir de la persecució als eclesiàstics, amagant-se en una casa de la família de Bordas, però fou reconegut el 23 de juliol: en ésser identificat com a religiós, fou mort d'un tret. Fou beatificat l'11 de març de 2001 per Joan Pau II com un dels 201 Beats Màrtirs de València, 42 dels quals foren salesians.